# Hyderabad FC
Der Hyderabad Football Club ist ein indisches Fußball-Franchise aus Hyderabad. Die Mannschaft spielt in der höchsten Liga des Landes, der Indian Super League.
Der bisher größte Erfolg der Vereinsgeschichte war der Gewinn der indischen Meisterschaft 2022.

## Geschichte
Das Fußball-Franchise wurde am 27. August 2019 gegründet, nachdem der indischen Geschäftsmann Vijay Madduri und Varun Tripuraneni die Franchiserechte vom aufgelösten FC Pune City erwarben. Später folgte als dritter Miteigentümer der Schauspieler Rana Daggubati. Der Verein startete im Oktober 2019 in seine erste Profisaison. Hyderabad bestritt am 25. Oktober 2019 sein Eröffnungsspiel und erlitt eine 0:5-Niederlage gegen Mohun Bagan. Der Verein beendete seine erste Saison in der Indian Super League auf dem 10. Platz und konnte sich nicht für die Playoffs qualifizieren. Die zweite Saison schloss man als Tabellenfünfter ab. Die Saison 2021/22 feierte der Verein seine erste Meisterschaft.

## Erfolge
- Indischer Meister: 2021/22

## Stadion

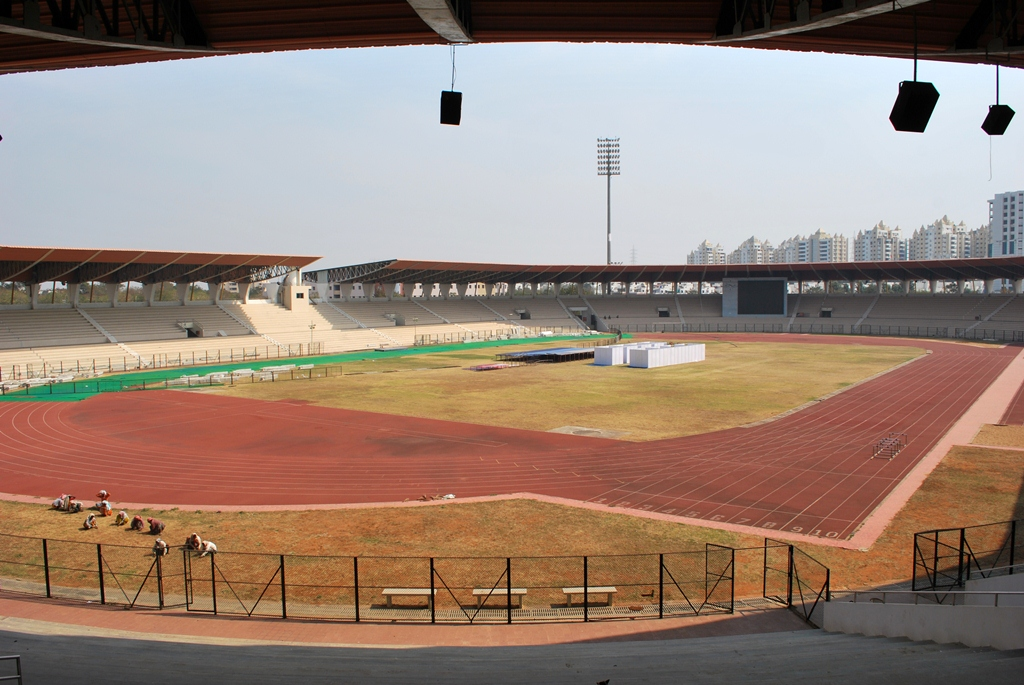
Gachibowli-Stadion

Der Verein trägt seine Heimspiele im Gachibowli-Stadion in Gachibowli, einem Vorort der Stadt Hyderabad, aus. Das Stadion hat ein Fassungsvermögen von 32.000 Personen.

## Trainerchronik
| Trainer        | Nation  | von             | bis             |
| -------------- | ------- | --------------- | --------------- |
| Phil Brown     | England | 1. Oktober 2019 | 11. Januar 2020 |
| Xavi Gurri     | Spanien | 15. Januar 2020 | 31. Mai 2020    |
| Albert Roca    | Spanien | 1. August 2020  | 28. August 2020 |
| Manolo Márquez | Spanien | 31. August 2020 | heute           |